# خورنق أبيض
خَوَرْنَق أبيض هي زهرة برية وجدت من نِفادة إلى وايومنغ وجنوبًا إلى الجزء الجنوبي من نيو مكسيكو . ينمو النبات إلى ثلاثة أقدام. يبلغ عرض أزهارها حوالي بوصة واحدة ولها خمس بتلات. توجد في الغالب في المروج الجبلية وعلى طول الجداول . تزهر بين يونيو وسبتمبر.